# 網路媒體列表
本條目介紹網路媒體的發展沿革與現況。

## 台灣網路媒體
| 編號 | 名稱                                                                 | 所屬公司                                      | 上線日期       | 結束日期      | 內容 |
| ---- | -------------------------------------------------------------------- | --------------------------------------------- | -------------- | ------------- | --- |
| 1    | ETtoday新聞雲                                                        | 東森國際                                      | 2011年11月1日  | 上線中        | 經營ETtoday新聞雲、ETtoday星光雲、ETtoday電競雲、ETtoday寵物雲四大事業體 |
| 2    | NOWnews今日新聞                                                      | 今日傳媒股份有限公司                          | 2008年4月1日   | 上線中        | 前身是《東森新聞報》，現在最大股東分別是遊戲橘子、信義房屋。 |
| 3    | 風傳媒                                                               | 國風傳媒有限公司                              | 2014年1月15日  | 上線中        | 以具備國際觀與專注揭弊聞名，老時報人出身。 |
| 4    | 關鍵評論網                                                           | 關鍵評論網                                    | 2013年8月1日   | 上線中        | 內容針對關注亞洲訊息的海外華僑、在台外籍人士等。 |
| 5    | 太報 TaiSounds                                                       | 太報文化股份有限公司                          | 2017年         | 上線中        | 提供富含價值的新聞內容與優質觀看體驗，致力成為讀者及觀眾心目中首選新聞媒體。 |
| 5    | 民報                                                                 | 民報文化事業股份有限公司 → 民報文化藝術基金會 | 2014年4月15日  | 上線中        | 自稱是最具有台灣主體意識的媒體，立場支持以台灣名義進入國際社會。 |
| 6    | 讀報                                                                 | 民視論壇中心                                  | 2018年2月8日   | 2019年4月22日 | 以獨家報導及專欄投書做為主打內容。 |
| 7    | 信傳媒                                                               | 人誠文創股份有限公司                          | 2016年5月11日  | 上線中        | 以政治和商業新聞為主。 |
| 8    | 壹週刊                                                               | 壹傳媒                                        | 2018年4月5日   | 2020年2月29日 | 2001年在台創刊，2018年停止發刊，轉為網路媒體，2020年2月29日宣布關站。 |
| 9    | 報導者                                                               | 財團法人報導者文化基金會                      | 2015年9月1日   | 上線中        | 是台灣唯一非營利網路媒體，致力於公共議題的深度調查報導。 |
| 10   | 鉅亨網                                                               | Anuenue集團                                   | 2000年5月9日   | 上線中        | 提供國內外重大財經新聞、理財建議，及股票、基金、外匯和期貨等理財商品即時報價。 |
| 11   | 上下游新聞市集                                                       | 上下游新聞市集                                | 2011年9月3日   | 上線中        | 是一個臺灣的獨立媒體、農產品銷售平台及社會企業，其主要關注議題為農業及友善土地。 |
| 12   | 美麗島電子報                                                         | 美麗島電子報                                  | 2009年12月10日 | 上線中        | 吳子嘉經營的媒體。 |
| 13   | 新頭殼                                                               | 先驅媒體社會企業股份有限公司                  | 2009年9月1日   | 上線中        | 自詡為「一個有思考力的獨立(官方傳聲筒)媒體」。 |
| 14   | 放言                                                                 | 放言科技傳媒股份有限公司                      | 2018年4月20日  | 上線中        | 透過權威(周玉蔻)專欄寫作揭露新聞內幕。 |
| 15   | 芋傳媒                                                               | 芋頭國際文化股份有限公司                      | 2017年8月22日  | 上線中        | 透過網路科技與社群媒體的力量，傳遞台灣人長期建構起來的多元價值與台灣認同，同時也能夠傳播更在地、更國際、更多元也更真實的聲音。 |
| 16   | 眾報                                                                 | 立傳媒                                        | 2015年2月21日  | 上線中        | 以獨家報導及專題影音做為主打內容。 |
| 17   | 呷新聞                                                               | 政經傳媒                                      | 2019年6月4日   | 上線中        | 民視論壇中心旗下媒體《讀報》遭關閉後，原班人馬建立的網路媒體。 |
| 18   | 台灣英文新聞                                                         | 英文台灣日報                                  | 2015年3月1日   | 上線中        | 台灣英文新聞從2015年3月1日起紙本停刊，全面投入網路經營。 |
| 19   | 上報                                                                 | 上昇整合行銷有限公司                          | 2016年7月15日  | 上線中        | 以調查採訪與專題新聞為主，電競老闆。 |
| 20   | Heho健康                                                             | 醫鼎科技股份有限公司                          | 2017年9月      | 上線中        | 醫鼎科技董事長張璨創建的專業健康媒體。 |
| 21   | 毅傳媒                                                               | 毅傳媒控股股份有限公司                        | 2019年12月     | 上線中        | 巫俊毅創建的網路媒體，大量雇用前台灣壹週刊、鏡週刊、時報周刊及其他小媒體的被退役記者。因經營不善發不出薪資而下台，由宣昶有接手並向巫提出告訴。自2022年開始逐步將粉絲專頁及新聞網站從《毅傳媒》改為《壹傳媒》。因涉冒用香港黎智英所創建的知名《壹傳媒》集團名號以攔截新聞流量而飽受批評。 |
| 22   | ListenContent有感說 （页面存档备份，存于）                           | 感說創意股份有限公司                          | 2019年11月     | 上線中        | Allen陳仕宇創建的網路有聲知識媒體，網站中匯集各領域專精人士，如職人、中小微型企業主在有感說開設有聲知識節目，分享自身經驗、知識分享等內容。期待藉由聽知識提升台灣人軟實力，也提供台灣優質品牌、專家們有更多的發聲空間。 |
| 23   | 潮流誌                                                               | 潮流誌 InTrend Log                            | 2019年1月      | 上線中        | 潮流誌，一個嶄新的生活風格新聞平台，有質感、溫度、深度、態度的媒體，生活、品味、風格、時尚、美旅、娛樂、藝文，文青媒體。 |
| 24   | TaiwanPlus                                                           | 財團法人中央通訊社                            | 2021年8月30日  | 上線中        | 中華民國政府委託以英語為主的影音平台，由中華民國文化部設立、中央通訊社主責執行的「國際影音串流平台計畫」，正式定名為「Taiwan+」，是台灣首個向國際觀眾宣扬台灣的英語影音新聞和節目的平台。 |
| 25   | 新頭條 （页面存档备份，存于）                                        | 隆豪多媒體                                    | 2020年3月9日   | 上線中        | 《新頭條》TheHubNews是多元呈現的網路媒體，由一群資深的新聞人共組採訪、編輯團隊，以專業、客觀、公正的原則與精神，圖文並茂地為閱聽人提供高可讀性的服務。同時更注重的是縣市政府利民福民政策、公益性及環保相關議題。 |
| 26   | ASPN （页面存档备份，存于）                                          | 亞太社媒新聞網 （页面存档备份，存于）         | 2021年1月4日   | 上線中        | "聚焦社群生活觀點，影音圖文互動型態，搭配自媒體優勢、新媒體平台，讓社群媒體成為第4.5權，與閱聽眾共創不同3D視野。" |
| 27   | 報新聞 （页面存档备份，存于）                                        | 百仕文化科技股份有限公司                      | 2020年3月28日  | 上線中        | 《報新聞》Mega News是新興的網路媒體，由一群資深的媒體人共同採訪、編輯，以專業、客觀、公正的原則與精神提供媒體資訊。 |
| 28   | 菱傳媒 （页面存档备份，存于）                                        | 尚同傳媒資訊股份有限公司                      | 2021年11月22日 | 上線中        | 《菱傳媒》是台灣一間純政治、軍事的網路媒體；RW News係指Right和Wrong，是菱記者面對真相對錯時，絕對態度清楚。主打調查報導、獨家幕後和民調分析。 |
| 29   | 數位時代 （页面存档备份，存于）                                      | 巨思媒體股份有限公司                          | 1999年7月1日   | 上線中        | 台灣第一個以網路科技和創新創業為報導核心的數位科技媒體，長期聚焦最新的科技、創新創業、新經濟和新商業模式等議題。 |
| 30   | 壹蘋新聞網                                                           | 龍丞創意有限公司                              | 2022年9月1日   | 上線中        | 由前《蘋果新聞網》團隊組成的網絡新聞媒體，以「壹週刊」的「壹」及「蘋果新聞網」的「蘋」命名。 |
| 31   | TDN.TODAY善思新聞網 （页面存档备份，存于）                           | 學學善思有限公司                              | 2023年1月1日   | 上線中        | TDN.TODAY 提供即時新聞以及豐富的生活財經、觀光文化、政治焦點、地方觀察、健康樂活、社會紀實、科技環境、專題策畫、影音專區、育樂流行新聞，以最即時、多元的內容，滿足社群世代的需求。 |
| 32   | 記者爆料網 （页面存档备份，存于）、記者新聞網 （页面存档备份，存于） | 賴傳媒有限公司                                | 2022年5月12日  | 上線中        | 自己的新聞自己救，公司是由多民記者成立，給網友提供爆料與回報訊息。 在社群提供最即時的新聞供電視台、網路媒體使用。 |
| 33   | 療日子_健康生活網 （页面存档备份，存于）                             | 朵朵雲網絡行銷                                | 2020年10月23日 | 上線中        | 台灣最專業的健康生活網站，鎖定多元健康議題發展，並與專業醫事人員合作提供精確的醫療資訊，同時提供影音採訪話題拍攝，十分受到健康族群的關注 |
| 34   | NOW健康 （页面存档备份，存于）                                       | 健康傳媒國際事業有限公司                      | 2008年2月1日   | 上線中        | 前身是《中時健康網》，致力於健康智庫的內容生產與網路搜尋優化，提供優質、多元、實用的健康生活資訊，並有百位名醫、專家駐站，成為最受信賴的全方位健康新聞平台。 |
| 35   | 品觀點 （页面存档备份，存于）                                        | 品觀點傳媒科技股份有限公司                    | 2019年6月1號   | 上線中        | 以熱門議題相乘話題人物激盪出最高CP值效益為經營核心，將每一分資源發揮的淋漓盡致，產出高效能的話題性。 從新聞的獨到觀點、多元節目製作、專家學者文章...等多型態的經營，打造出《品觀點》獨一無二的品牌形象。 |
| 36   | 新網新聞網 （页面存档备份，存于）                                    | 中國藝術家協會                                | 1998年12月31號 | 上線中        | 是非營利文化傳播團體，以文化藝術、公益慈善、生態環保、觀光旅遊與人性關懷為理想基礎，希望建立國內的清新網路媒體的社會事業，不灑狗血、不揭隱私、不譁眾取寵，只希望報導社會勵志人心的一面、替每一個小人物寫出或拍出他們溫暖心靈的段落，希冀把這些人間的點點滴滴傳散到世界的每一個角落，也盼望影響許許多多世人，多給對人類社會有貢獻的人士一點掌聲，也更能針對大家必須關切的議題作更廣泛討論的事業體。 |
| 37   | 風向新聞                                                             | 社團法人中華愛傳資訊媒體發展協會              | 2015年8月1日   | 上線中        | 風向新聞是略偏基督教右派、宣稱自己是反「腥羶色、仇恨、謊言」的媒體，曾因大量反同性婚姻的報導而受爭議。 |
| 38   | TPNews 臺灣商務新聞網 （页面存档备份，存于）                         | 傳晞國際傳媒有限公司                          | 2018年10月26日 | 上線中        | 由臺灣商務新聞通訊社數位轉型建立，以文創、永續、科技、旅遊為內容核心，並且以專欄方式針對特定議題進行報導並保有過往健全之國際新聞脈絡，以國際資訊交流努力目標。 |

|}

## 香港網路媒體
| 編號 | 名稱                          | 所屬公司                          | 上線日期       | 結束日期       | 內容 |
| ---- | ----------------------------- | --------------------------------- | -------------- | -------------- | --- |
| 1    | 端傳媒                        | 端傳媒                            | 2015年8月3日   | 上線中         | 以調查報導、深度特稿、資料新聞作為主打內容，總部位於新加坡。 |
| 2    | 香港自由新聞                  | 香港自由新聞有限公司              | 2015年6月      | 上線中         | 由居港英國記者Tom Grundy透過集資網站FringeBacker成立，是個非牟利英文媒體平台，政治立場傾向泛民主派。 |
| 3    | 立場新聞                      | 立場新聞信託                      | 2014年12月30日 | 2021年12月29日 | 是總部位於香港的一個網上媒體，於2014年成立，政治立場傾向泛民主派。 |
| 4    | 主場新聞                      | 主場新聞                          | 2012年7月28日  | 2014年7月26日  | 提供的訊息、部落格和原創內容覆蓋政治、財經、生活、文化、自然、科技、環保、LGBT和一些熱門社會議題等，政治立場傾向泛民主派。 |
| 5    | 眾新聞                        | 公民記者有限公司                  | 2017年1月1日   | 2022年1月4日   | 由香港10名新聞工作者創辦，透過眾籌、訂戶月費及不帶條件的捐款募集營運資金，包括資深新聞工作者李月華，前《明報》總編輯劉進圖、前《明報》執行總編輯姜國元、前香港記者協會主席麥燕庭、現任香港記者協會主席岑倚蘭等，政治立場傾向泛民主派。 |
| 6    | 壹週刊                        | 壹傳媒                            | 2018年3月16日  | 2021年6月24日  | 1990年3月15日在台創刊，2018年3月15日停止發刊，轉為網路媒體，政治立場傾向泛民主派。 |
| 7    | 香港01                        | 香港01有限公司                    | 2016年1月11日  | 上線中         | 由《明報》前老闆于品海籌劃創辦。 |
| 8    | abacus                        | 南華早報                          | 2018年3月      | 上線中         | 南華早報旗下新媒體，透過提供具沉浸式的體驗，來帶給讀者更為深度、全面性的報導內容。 |
| 9    | Inkstone                      | 南華早報                          | 2018年3月      | 上線中         | 南華早報旗下新媒體，透過提供具沉浸式的體驗，來帶給讀者更為深度、全面性的報導內容。 |
| 10   | 熱血時報                      | 熱血時報                          | 2012年10月1日  | 上線中         | 由黃洋達和陳秀慧等人所成立的集報紙、網絡媒體於一身的機構，政治立場傾向泛民主派。 |
| 11   | 傳真社                        | 傳真社                            | 2016年3月1日   | 2022年6月10日  | 是一間位於香港的調查性新聞通訊社，為非營利的新聞機構，以專注調查報道作為主要傳播模式，調查報道獲各多間香港主流新聞媒體採用。 |
| 12   | CUP媒體                       | CUP媒體                           | 2016年1月      | 2023年12月29日 | 2016年1月正式開張，前身是2001年到2015年出版的《茶杯雜誌》（CUP Magazine）。 2023年12月29日後停止更新。 |
| 13   | Unwire.hk                     | Unwire.hk                         | 2009年         | 上線中         | 主要是針對科技新聞的報導與實測。 |
| 14   | TMHK（Truth Media Hong Kong） | Truth Media (Hong Kong) Co., Ltd. | 2015年4月      | 上線中         | 提供重大即時新聞影音的媒體。 |
| 15   | 全民媒體                      | 全民媒體                          | 2014年7月      | （未知）       | 由前《香港蘋果日報》社群資訊網行政總裁李兆富創辦，當時是為了遞補主場新聞結束營運的空缺，政治立場傾向泛民主派。 |
| 16   | 香港獨立媒體網                | 香港獨立媒體                      | 2004年         | 上線中         | 媒體政治立場傾向泛民主派。 |
| 17   | 獨眼新聞                      | 陶貞穎                            | 2019年8月      | 上線中         | 總部位於臺灣，政治立場傾向香港本土派。 |
| 18   | SAUCE Media                   | Eternal Media Limited             | 2020年9月      | 上線中         | 香港生活休閒類網上媒體，內容較為貼地大眾，涵蓋食玩買、美妝及電子科技。 |
| 19   | 852郵報                       | （未知）                          | 2014年1月13日  | 2021年6月27日  | 由前《信報》前副總編輯袁耀清（筆名游清源）等人組成的評論、博客與互動新媒體平台，其政治立場偏向泛民主派。 |
| 20   | 橙新聞                        | 雲通科技有限公司                  | 2014年         | 上線中         | 媒體政治立場傾向親建制派。 |
| 21   | 點新聞                        | 點新聞有限公司                    | 2016年8月17日  | 上線中         | 媒體政治立場傾向親建制派。 |
| 22   | 巴士的報                      | 星島新聞集團有限公司              | 2013年         | 上線中         | 媒體政治立場傾向親建制派。 |
| 23   | Dimsum Daily                  | （未知）                          | 2018年         | 上線中         | 香港英文網絡媒體。 |
| 24   | 癲狗日報                      | （未知）                          | 2018年3月18日  | 2022年1月3日   | 政治立場傾向香港本土派。 |
| 25   | 誌 HK FEATURE                 | 誌傳媒有限公司                    | 2019年4月1日   | 上線中         | 記錄香港 香港有誌，為香港BACKUP！ |
| 26   | 灼見名家                      | 灼見名家傳媒有限公司              | 2014年10月22日 | 上線中         | 建立一個優質媒體平台，在大中華地區發揮影響力。 |
| 27   | 星島頭條                      | 星島新聞集團                      | 2023年1月3日   | 上線中         | 資訊生活服務平台 |
| 28   | 添味財經                      | 添味新媒體控股                    | 2016年12月1日  | 上線中         | 香港本土的財經資訊平台。 |

## 馬來西亞網路媒體
| 編號 | 名稱     | 所屬公司             | 上線日期       | 結束日期 | 內容                                                                                             |
| ---- | -------- | -------------------- | -------------- | -------- | ------------------------------------------------------------------------------------------------ |
| 1    | 當今大馬 | Mkini Dotcom有限公司 | 1999年11月20日 | 上線中   | 與馬來西亞大多數新聞媒體不同，當今大馬不受政府監管。它的政治立場是有爭議的，因為它聲稱是獨立的。 |

## 美國網路媒體
| 編號 | 名稱           | 所屬公司                              | 上線日期      | 結束日期      | 內容 |
| ---- | -------------- | ------------------------------------- | ------------- | ------------- | --- |
| 1    | 哈芬登郵報     | 阿里安娜·哈芬登 → 美國線上 → BuzzFeed | 2005年5月     | 上線中        | 以新聞報導及其評論平台之形式開始運作，其立場被認為偏向左派社會自由主義。                                                                                   |
| 2    | 布萊巴特新聞網 | 布萊巴特新聞網                        | 2007年        | 上線中        | 是美國一個右翼新聞及評論網站。 |
| 3    | Vox            | Vox傳媒                               | 2014年4月6日  | 上線中        | 是主打新聞與評論的新聞網。 |
| 4    | Politico       | 國會新聞公司                          | 2007年7月23日 | 上線中        | 負責美國和國際上的政治和政策的新聞平台。 |
| 5    | Beme           | Beme → CNN                            | 2014年        | 2018年1月25日 | 主要從事網紅短片製作，於2018年1月25日合併到CNN數位部門。                                                                                                   |
| 6    | Rewire.News    | Rewire.News                           | 2006年        | 上線中        | 主要關注涉及種族、環保、移民和經濟正義等問題。 |
| 7    | 商業內幕       | 商業內幕                              | 2009年2月     | 上線中        | 美國商業/娛樂新聞網站。 |
| 8    | BuzzFeed       | BuzzFeed                              | 2006年        | 上線中        | 以內容農場起家，提供包括政治、手工藝、動物和商業等主題的新聞內容。                                                                                         |
| 9    | 華盛頓自由燈塔 | 華盛頓自由燈塔                        | 2012年        | 上線中        | 是美國一家保守派政治新聞網站，號稱「致力於揭發權力希望永不見光明的新聞」並發表「多個領域問題的深度調查報導，包括公共政策、政府事務、國際安全和媒體方面」。 |
| 10   | Ora TV         | Ora Media, LLC                        | 2012年        | 上線中        | 由前CNN主持人拉里·金所創立，以錄製節目為主。 |
| 11   | Wikitribune    | 吉米·威尔士                           | 2017年4月25日 | 上線中        | 目的是提供「事實和中立」的文章，以打擊「假新聞」問題。 |
| 12   | NowThis新聞    | 第九組媒體                            | 2012年6月     | 上線中        | 提供社群媒體內容農場的影音。 |
| 13   | Axios          | Axios Media Inc.                      | 2017年        | 上線中        | 關注政治、醫療保健、能源和運輸基礎設施等領域之間的衝突。                                                                                                   |
| 14   | 烈焰傳媒       | 烈焰傳媒                              | 2010年        | 上線中        | 美國保守派媒體。 |

## 義大利網路媒體
| 編號 | 名稱 | 所屬公司                   | 上線日期  | 結束日期 | 內容                                   |
| ---- | ---- | -------------------------- | --------- | -------- | -------------------------------------- |
| 1    | 寒冬 | 新興宗教研究中心（CESNUR） | 2018年5月 | 上線中   | 關注中國宗教自由和人權狀況的網路媒體。 |